# ساموئل اوکونوو
ساموئل اوکونوو (انگلیسی: Samuel Okunowo؛ زادهٔ ۱ مارس ۱۹۷۹) بازیکن سابق فوتبال اهل نیجریه است که در پست دفاع راست بازی می‌کرد.
وی همچنین در تیم‌های ملی فوتبال زیر ۲۰ سال نیجریه، نیجریه، و زیر ۲۳ سال نیجریه بازی کرده‌است.